# Commune mixte (France métropolitaine)
Pour les anciennes communes mixtes d'Algérie française et d'autres colonies, voir Commune mixte (France d'outre-mer).

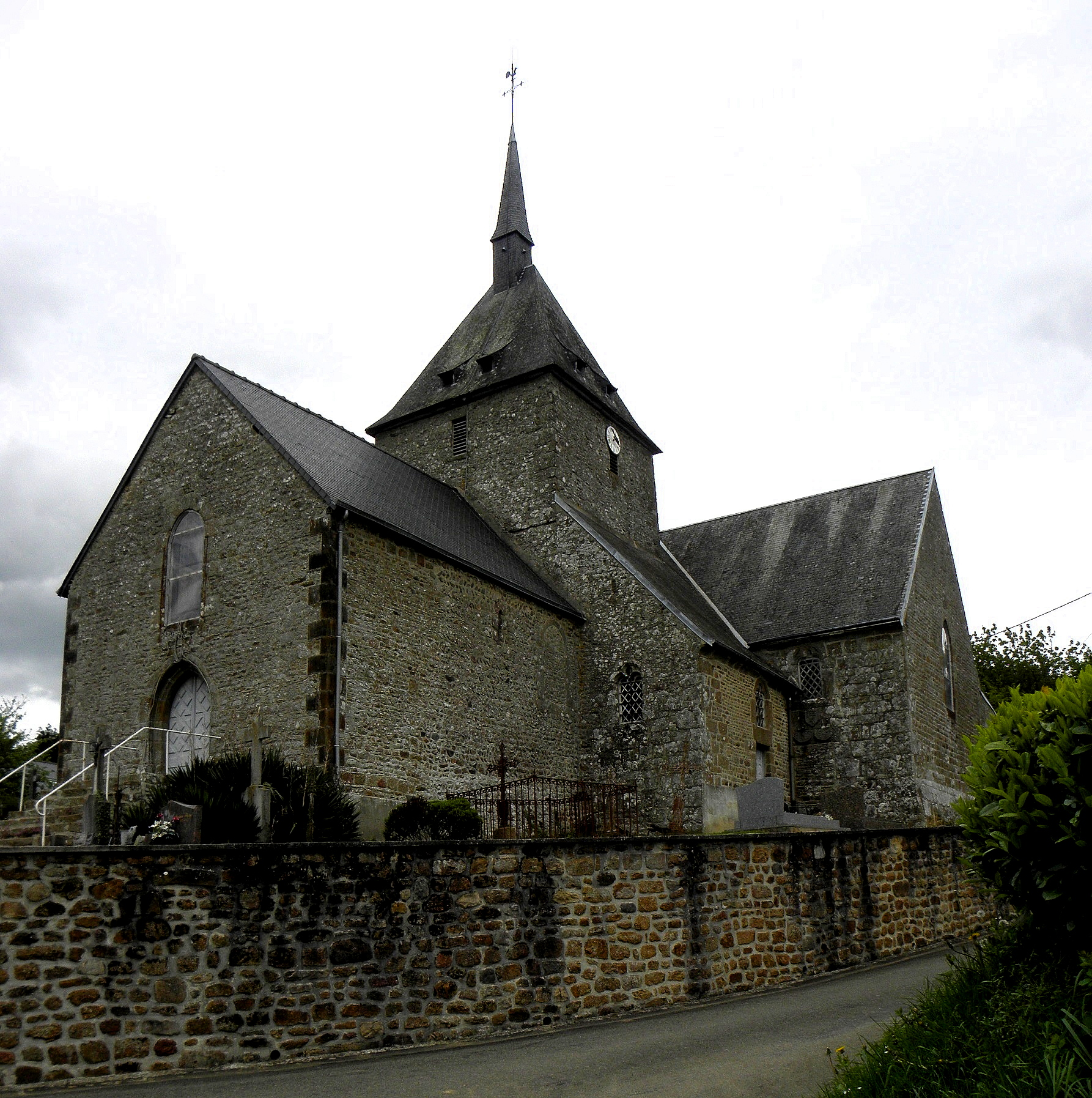
L'église de Vaucé, unique clocher de cette ancienne paroisse mixte avant le XIX, située du côté mayennais et mainiot.

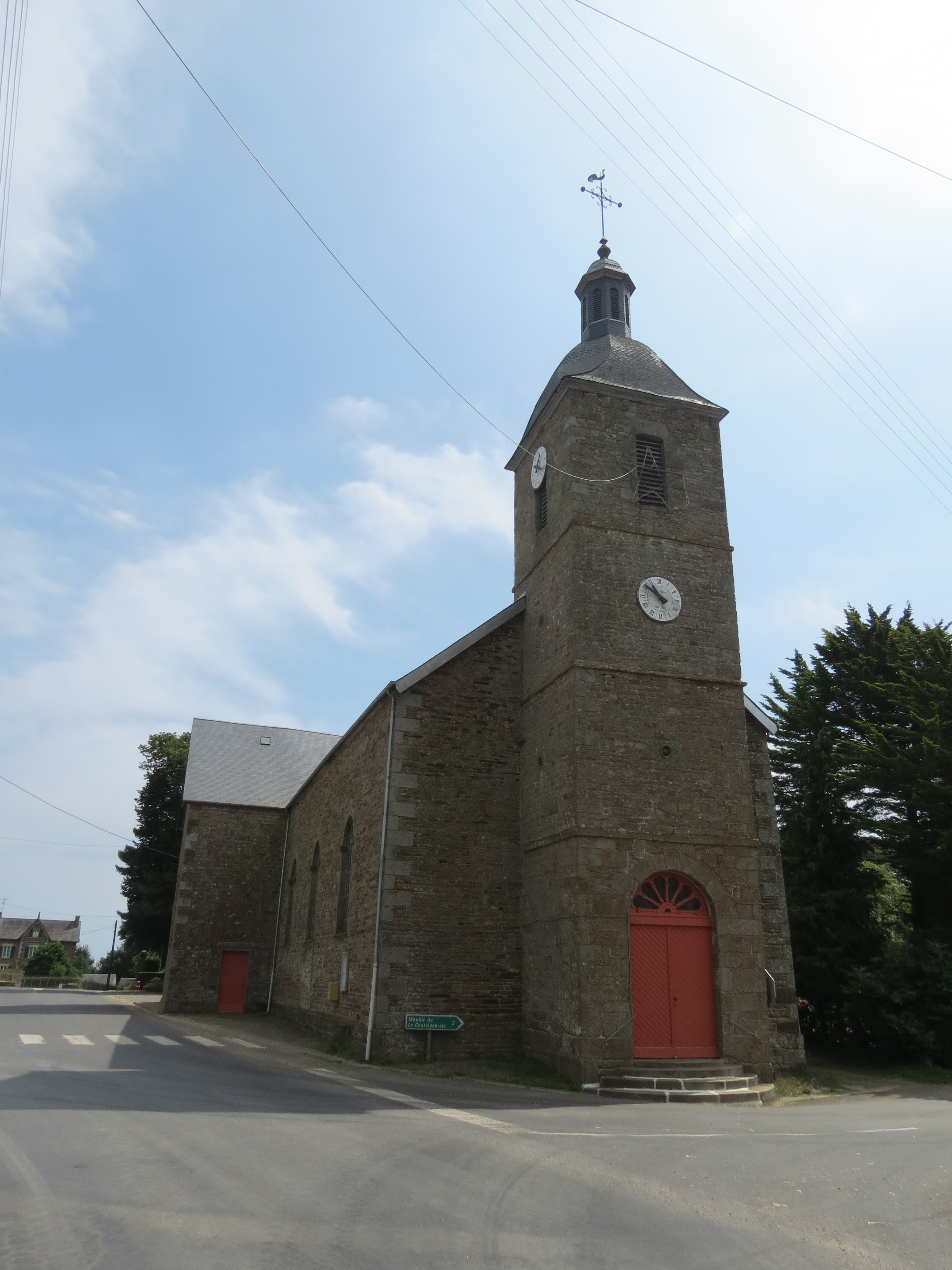
L'église construite dans la partie ornaise et normande de Vaucé, devenue la commune de Saint-Siméon en 1836.

En France métropolitaine, les communes mixtes étaient des communes correspondant à d'anciennes paroisses mi-parties entre les anciennes provinces de Normandie et du Maine et qui, à la suite de la création des départements, se trouvèrent contestées par l'Orne et la Mayenne. L'administration révolutionnaire conserva les limites de l'Ancien régime, et les communes avaient une partie de leur territoire en Mayenne, l'autre dans l'Orne.
Il s'agissait de neuf communes ayant leur clocher en Mayenne — Ceaucé, La Chapelle-Moche (auj. La Chapelle-d'Andaine), Lesbois, Melleray (Mayenne), Rennes-en-Grenouilles, Saint-Fraimbault-sur-Pisse (auj. Saint-Fraimbault), Sainte-Marie-du-Bois, Tessé et Vaucé — et de trois communes ayant leur clocher dans l'Orne — Le Housseau, Madré et Saint-Denis-de-Villenette.
Tandis que les administrations successives réfléchissent à un départage des communes en utilisant la rivière Mayenne comme nouvelle limite entre les deux départements, cette situation complexe n'a disparu que dans les années 1830, lorsque toutes les communes sont finalement départagées, ou bien définitivement scindées en deux communes aux noms distincts.

## Histoire

### Ancien régime
Le Passais et Domfront font partie du Maine jusqu'au XIe siècle, lorsqu'ils sont conquis par Guillaume le Conquérant. La nouvelle limite entre le Maine et la Normandie est alors repoussée plus au sud. Tandis que tout le Passais demeure dans le diocèse du Mans, les paroisses normandes dépendent dorénavant des institutions normandes en ce qui concerne l'administration ou la fiscalité. Certaines paroisses sont cependant divisées entre les deux provinces, et ont une partie régie par les institutions normandes (coutume et Parlement de Normandie pour la justice, élection fiscale de Domfront et généralité d'Alençon) et une autre par les institutions du Maine (coutume du Maine et Parlement de Paris, élection de Mayenne ou du Mans et généralité de Tours). Sous l'Ancien régime, il y a ainsi douze paroisses « mi-parties » : La Chapelle-Moche, Le Housseau, Madré, Saint-Denis-de-Villenette, Sainte-Marie-du-Bois, Tessé, Melleray et Rennes-en-Grenouilles (dont les parties mainiotes font partie de l'élection de Mayenne) et Ceaucé, Lesbois, Saint-Fraimbault et Vaucé (dont les parties mainiotes font partie de l'élection du Mans).

### Révolution
Les communes françaises sont instituées lors de la Révolution française à partir des paroisses d'Ancien régime, dont elles reprennent généralement les limites. Les départements, créés en 1790 pour remplacer les anciennes provinces, sont également constitués, en partie, en reprenant les anciens découpages provinciaux. Ainsi, la limite entre la Mayenne et l'Orne suit l'ancienne frontière entre la Normandie au nord et le Maine au sud. L'existence des paroisses  « mi-partie » est pris en considération et ces paroisses sont éclatées en deux communes chacune : la partie normande devient une commune de l'Orne, la partie mainiote devient une commune de la Mayenne. Les deux communes ainsi créées portent le même nom.
Le cas normando-mainiot n'est pas unique, puisqu'une situation similaire existe alors entre le Rhône-et-Loire et la Haute-Loire, avec Riotord et Saint-Ferréol qui étaient mi-partie de Forez et du Velay et se trouvaient partagées entre les deux départements. Cette situation créé un conflit entre les deux départements, et un décret de 1792 rattache les deux communes en totalité à la Haute-Loire, en s'appuyant sur le fait que le clocher des deux villages est du côté de ce département, et que le Rhône-et-Loire est bien plus vaste et peuplé et qu'il n'est pas dans son intérêt d'être encore agrandi.

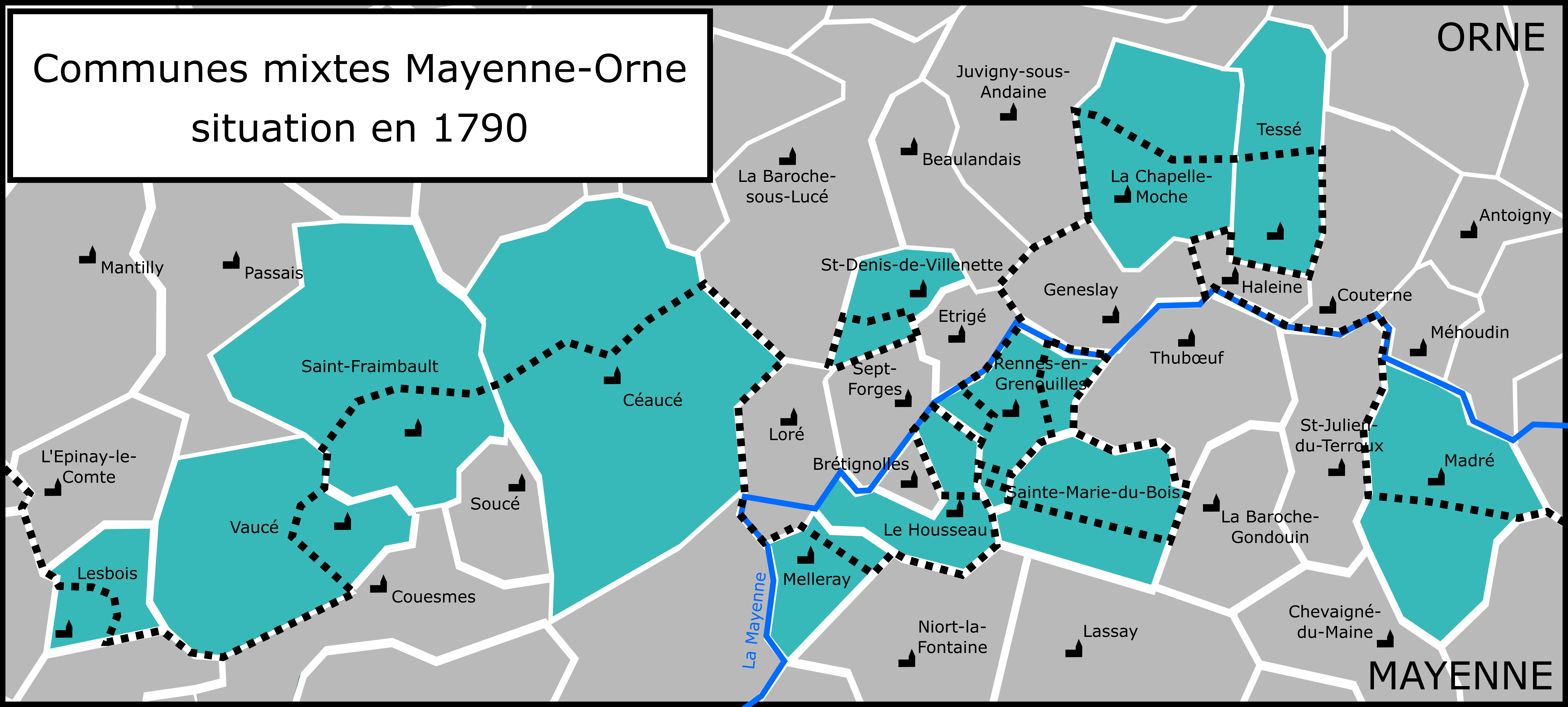
Carte des communes mixtes en 1790 (en turquoise), la limite entre les deux départements est en pointillés.

### Départage final des communes
La situation des communes mixtes de l'Orne et de la Mayenne persiste toutefois jusqu'en 1830. L'assemblée constituante ne souhaite pas départager brutalement les communes entre les deux départements. L'administration du nouveau district de Domfront tente néanmoins dès 1791 de faire correspondre la limite entre l'Orne et la Mayenne avec le cours de la rivière Mayenne. Elle demande ainsi à récupérer en totalité les communes de Tessé, La Chapelle-Moche, Saint-Denis-de-Villenette, Étrigé, Céaucé, Saint-Fraimbault, Vaucé, Lesbois et Geneslay (cette dernière n'étant pas mixte). Le district laisserait dans le même temps à la Mayenne les communes de Madré, Sainte-Marie, Le Housseau, Melleray, Rennes et Brétignolles (cette dernière n'étant pas mixte). L'assemblée ne donne pas de réponse favorable, et penche plutôt pour un partage entre les départements selon le côté où se trouve le clocher de chaque commune. Selon ce critère, neuf communes devraient rejoindre la Mayenne, et trois seulement l'Orne.
Les premières communes sont départagées en 1824 par une loi, il s'agit de Madré et Saint-Denis, qui sont réunifiées, la première étant rattachée entièrement à la Mayenne, et la seconde à l'Orne. Une nouvelle loi en 1831 départage les communes restantes pour que la limite départementale suive le cours de la Mayenne. L'Orne intègre totalement Céaucé, La Chapelle-Moche et Saint-Fraimbault (dont l'église se trouvait pourtant dans la partie mayennaise), ainsi que la partie mayennaise de Tessé, qui n'est pas réunie à Tessé-la-Madeleine mais forme la nouvelle commune de Tessé-Froulay. La Mayenne récupère Lesbois, Melleray, Rennes et Sainte-Marie, ainsi que Le Housseau dont le clocher était dans la partie ornaise. Geneslay, qui n'a jamais été mixte mais qui est traversée par la rivière Mayenne, quitte la Mayenne pour l'Orne mais la partie de son territoire sur la rive gauche, rattachée à Rennes, reste en Mayenne. Enfin, d'autres communes connaissent des changements : Brétignolles passe de l'Orne à la Mayenne, les territoires de Loré et Haleine sur la rive gauche sont donnés aux communes mayennaises de Melleray et Thubœuf, et la commune d'Étrigé, en Mayenne, est supprimée et son territoire partagé entre Saint-Denis et Sept-Forges dans l'Orne. Après 1831, seule Vaucé subsiste en tant que commune mixte, avec un Vaucé dans l'Orne, et un autre dans la Mayenne. Cependant, Vaucé de l'Orne change son nom en « Saint-Siméon » en 1836.
Plusieurs communes de l'aire ont finalement disparu au XXe siècle et XXIe siècle, au gré des fusions de communes, effaçant en partie l'héritage des communes mixtes. En 1913, tout d'abord, la station thermale de Bagnoles-de-l'Orne devient une commune, à partir entre autres de territoires de Tessé-la-Madeleine. Bagnoles et Tessé-la-Madeleine fusionnent en 2000. En Mayenne, Lassay-les-Châteaux absorbe Melleray, et Le Housseau et Brétignolles fusionnent en 1972, et Vaucé et Couesmes fusionnent en 1973. Dans l'Orne en 2016, la commune nouvelle de Juvigny Val d'Andaine absorbe Saint-Denis-de-Villenette, et celle de Rives d'Andaine absorbe La Chapelle-d'Andaine.

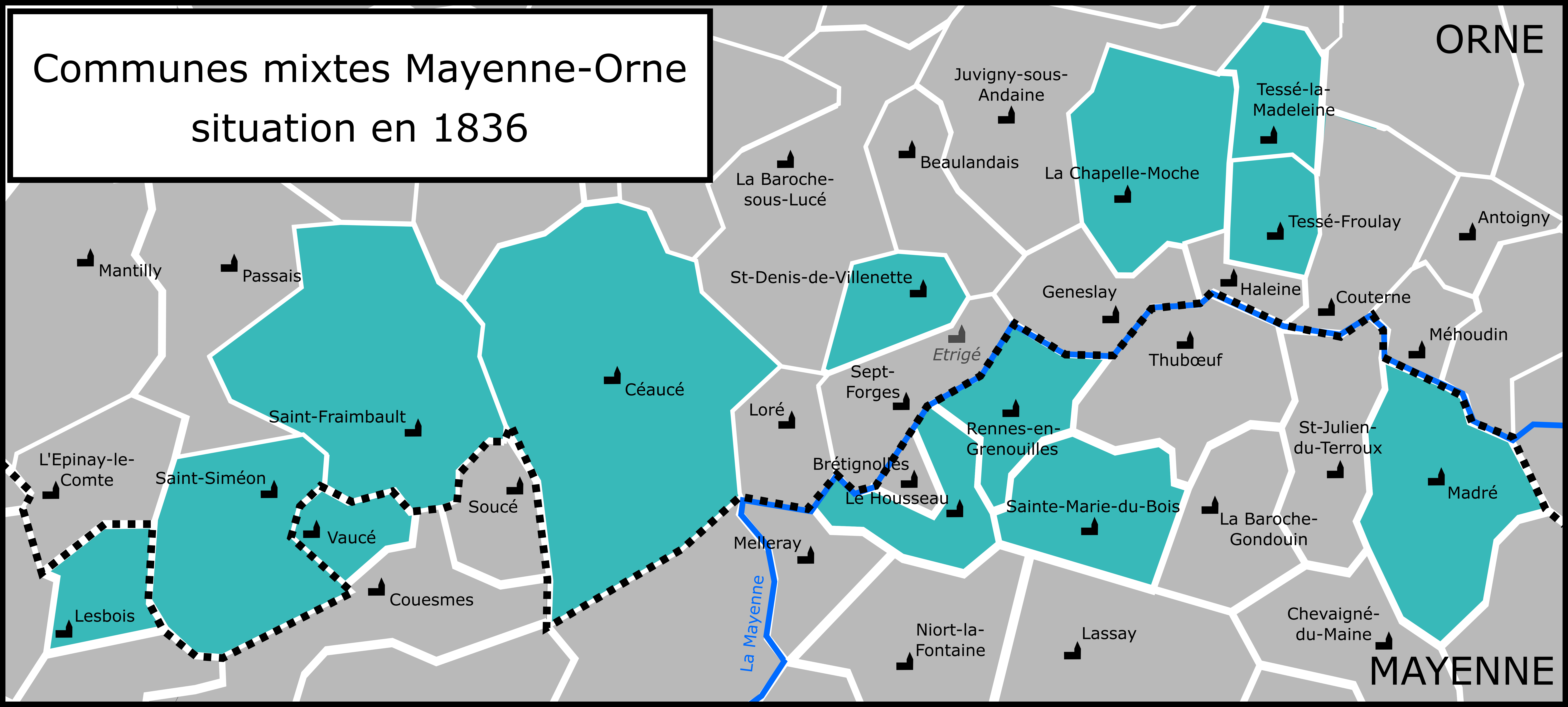
Carte des anciennes communes mixtes en 1836 (en turquoise), la limite entre les deux départements est en pointillés.